# Ectropis varia
Ectropis varia là một loài bướm đêm trong họ Geometridae.